# Halik Shan
Halik Shan (także Halke Shan; chiń. upr. 哈尔克山; chiń. trad. 哈爾克山; pinyin Hā’ěrkè Shān; kirg.: Калыктоо, Kałyktoo; ros.: Халыктау, Chałyktau) – pasmo górskie w Tienszanie, w zachodnich Chinach, częściowo także w Kazachstanie i Kirgistanie. Rozciąga się na długości ok. 400 km, na zachód od pasma Kakszaał too. Najwyższy szczyt, Chan Tengri, osiąga wysokość 6995 m n.p.m. (7010 m n.p.m. z pokrywą śnieżną i lodową). Występują lodowce górskie.